# Mesapia
Mesapia es un género monotípico de mariposas de la familia Pieridae. Su única especie: Mesapia peloria, es originaria del Asia Central.